# Паб'яниці
Паб'яни́ці (Паб'яні́це, пол. Pabianice) — місто в центральній Польщі, на річці Добжинка.
Адміністративний центр Паб'яницького повіту Лодзинського воєводства.
Друге за кількістю населення місто Лодзької агломерації.

## Демографія
Демографічна структура станом на 31 березня 2011 року:
|          | Загалом | Допрацездатний вік | Працездатний вік | Постпрацездатний вік |
| -------- | ------- | ------------------ | ---------------- | -------------------- |
| Чоловіки | 31858   | 5406               | 22441            | 4011                 |
| Жінки    | 37319   | 5241               | 21441            | 10637                |
| Разом    | 69177   | 10647              | 43882            | 14648                |

## Відомі уродженці
- Збіґнєв Лібера (1959) — польський митець, автор інсталяцій та відео-інсталяцій, фотограф і перформер, творець мистецьких об'єктів.
- Анджей Пшеницький (1869—1941) — польський інженер-будівельник.